# أبوورك
أبوورك (بالإنجليزية: Upwork)‏ وكانت تعرف سابقاً إلانس أو ديسك (بالإنجليزية: Elance-oDesk)‏. هو منصة للعمل الحر على الإنترنت يتواصل فيه أصحاب العمل مع العمال المستقلين للتعاون عن بعد. في 2015 غيروا اسم العلامة التجارية من إلانس أو ديسك إلى أبوورك. يقع مقر الشركة في ماونتن فيو وسان فرانسيسكو في كاليفورنيا.
لدى أبوورك 12 مليون عامل حر و5 مليون زبون مسجل. توفر 3 ملايين فرصة عمل سنوياً، بقيمة إجمالية مليار دولار أمريكي، مما يجعلها أكبر شركة في سوق العمل الحر.
أسست عام 2005 من قبل رائدي العمل اليونانيين أودسياس تساتالوس وستراتيس كارامانلاكس 

## نظرة عامة
كان تأسيس الشركة بناء على رغبة صديقين يونانيين بالعمل معاً رغم أن أحدهما في أمريكا في وادي السليكون والآخر في اليونان، فصمم الصديقان منصة عمل مبتكرة على الإنترنت لتسمح لفرق موزعة بالعمل معاً والمساعدة في تأسيس الثقة بالعمل الذي يتم عبر الإنترنت، ثم لاحظا أن الموقع الذي صمماه لعملهما يسد ثغرة يحتاجها الكثير من الناس في العمل عن بعد، وهي الحصول على أفضل العمال بغض النظر عن أماكن إقامتهم، وهكذا انطلق (أو ديسك) مع شبكته من العمال المستقلين المجهزين لأداء أي عمل عبر الإنترنت في 2005.
ومنذ 2012 فإن أو ديسك يعد أكبر سوق على الإنترنت حيث يتعاقد فيه المهنيون المحترفون المستقلون وعملائهم ويقومون بأعمالهم وفق عقودهم. إستراتيجية عمل الشركة بما فيها التسعير تمتاز بقدرتها على تجاوز المنافسة للسيطرة على السوق.

### قطاع العمل عن بعد
محللي القوة العاملة يضعون (أو ديسك) في فئة سريعة النمو (منصات التوظيف عبر الإنرتنت) حيث يتم تبادل الخبرة لعمل بالقطعة أو لمرة واحدة أو لعقود أطول 
ويقدر هذا السوق للتوظيف عن بعد بمليار دولار، رغم أنه سوق لم يوجد قبل 15 عام ولكن بعد القفزة التي شهدها 2007 تجاوزت المليار دولار في دورة المال العالمية وهذا السوق فيه 50 شركة وينمو بسرعة، والشركات الرئيسية الستة فيه تسيطر على نصف هذا السوق لعام 2012 ويتوقع في المستقبل ظهور شركات أصغر أو شركات جديدة تأخذ حصة من هذا السوق 
بعض الشركات لها شهرة (oDesk, Elance, فريلانسر.كوم) ولكن الشركات الأخرى تنمو باضطراد (مثال: (Work Market, Workana, Onforce, NextCrew,While وغيرها، ومن المتوقع نمو هذا السوق للتوظيف عن بعد إلى خمسة مليارات دولار في 2018.
تدير أسواق التوظيف عن بعد الدفع وتحصل على ربحها عبر فرض رسوم عضوية و/أو أخذ نسبة من عقود المتعاقدين والعمال الأحرار، وهه النسبة تتراوح بين 5 إلى 15% ، وعموماً هذه السبة أقل مما تتقاضاه شركات التوظيف التقليدية.

## وصف عمل الموقع
يسمح أو ديسك للعميل بإنشاء فرق عمل على الإنترنت يتم التنسيق بينها ودفع أجورها عبر موقع وبرنامج خاص بالشركة
.

## المواقع المنافسة
- en:Elance
- Guru
- عامل حر
- en:PeoplePerHour
- en:MBA Project Search